# Festival olympique d'hiver de la jeunesse européenne 2019
Navigation
2017 2022
Le Festival olympique d'hiver 2019 de la jeunesse européenne est la partie hivernale de la XIVe édition du Festival olympique de la jeunesse européenne. Il a lieu à Sarajevo et Istočno Sarajevo, en Bosnie-Herzégovine.

## Disciplines
Sept sports sont programmés pour cette édition :
- Ski alpin
- Biathlon
- Curling
- Ski de fond
- Hockey sur glace
- Patinage artistique
- Short track
- Snowboard

## Nations participantes
Une trentaine de nations sont prévues pour cette édition du festival.
- Albanie
- Allemagne
- Andorre
- Arménie
- Autriche
- Belgique
- Biélorussie
- Bosnie-Herzégovine
- Bulgarie
- Croatie
- Chypre
- Danemark
- Espagne
- Estonie
- Finlande
- France
- Géorgie
- Grèce
- Hongrie
- Irlande
- Islande
- Italie
- Kosovo
- Lettonie
- Liechtenstein
- Lituanie
- Luxembourg
- Macédoine
- Moldavie
- Monténégro
- Norvège
- Pays-Bas
- Pologne
- Portugal
- République tchèque
- Roumanie
- Royaume-Uni
- Russie
- Saint-Marin
- Serbie
- Slovaquie
- Slovénie
- Suède
- Suisse
- Turquie
- Ukraine

## Résultats

### Biathlon

#### Garçons
| Épreuves   | Or            | Argent             | Bronze         |
| ---------- | ------------- | ------------------ | -------------- |
| Individuel | Hans Koellner | Benjamin Erik Menz | Stepan Kinash  |
| Sprint     | Éric Perrot   | Lovro Planko       | Illia Anisimov |

#### Filles
| Épreuves   | Or              | Argent    | Bronze            |
| ---------- | --------------- | --------- | ----------------- |
| Individuel | Noémie Remonnay | Lea Meier | Sofia Tsyplukhina |
| Sprint     | Hanna Børve     | Lea Meier | Anna Gandler      |

#### Relais mixte
| Épreuves    | Or                                                                          | Argent                                                                 | Bronze                                                                                    |
| ----------- | --------------------------------------------------------------------------- | ---------------------------------------------------------------------- | ----------------------------------------------------------------------------------------- |
| Par équipes | Norvège- Frida Tormodsgard Dokken - Hanna Børve - Eirik Idland - Morten Hol | France- Noémie Remonnay - Maya Cloetens - Mathieu Garcia - Éric Perrot | Finlande- Heidi Nikkinen - Noora Kaisa Keranen - Matias Maijala - Ville-Valtteri Karvinen |

### Curling

#### Garçons
| Épreuves | Or          | Argent | Bronze  |
| -------- | ----------- | ------ | ------- |
| Equipe   | Royaume-Uni | Suisse | Hongrie |

### Hockey sur glace

#### Garçons
| Épreuves | Or       | Argent      | Bronze   |
| -------- | -------- | ----------- | -------- |
| Equipe   | Tchéquie | Biélorussie | Finlande |

### Patinage artistique

#### Garçons
| Épreuves   | Or            | Argent         | Bronze          |
| ---------- | ------------- | -------------- | --------------- |
| Individuel | Ilya Yablokov | Mihhail Selvko | Yauheni Puzanau |

#### Filles
| Épreuves   | Or                 | Argent           | Bronze               |
| ---------- | ------------------ | ---------------- | -------------------- |
| Individuel | Anna Chtcherbakova | Lucrezia Beccari | Anastasiia Arkhypova |

### Patinage de vitesse sur piste courte

#### Garçons
| Épreuves | Or                    | Argent            | Bronze           |
| -------- | --------------------- | ----------------- | ---------------- |
| 500 m    | Mateusz Krzemiński    | Furkan Akar       | Balázs Bontovics |
| 1000 m   | Attila Jozsef Talabos | Vladimir Balbekov | Balázs Bontovics |
| 1500 m   | Attila Jozsef Talabos | Vladimir Balbekov | Furkan Akar      |

#### Filles
| Épreuves | Or               | Argent          | Bronze             |
| -------- | ---------------- | --------------- | ------------------ |
| 500 m    | Petra Rusnáková  | Lucia Filipová  | Magdalena Zych     |
| 1000 m   | Petra Rusnakova  | Chiara Betti    | Yana Dambrouskaya  |
| 1500 m   | Elisa Confortola | Petra Rusnáková | Michelle Velzeboer |

#### Mixte
| Épreuves      | Or                                                                                 | Argent                                                                              | Bronze                                                                                 |
| ------------- | ---------------------------------------------------------------------------------- | ----------------------------------------------------------------------------------- | -------------------------------------------------------------------------------------- |
| Relais 3000 m | Hongrie- Barbara Somogyi - Fanni Dobran - Balázs Bontovics - Attila Jozsef Talabos | Pologne- Hanna Sokolowska - Magdalena Zych - Mateusz Krzemiński - Mateusz Mikolajuk | Pays-Bas- Yael Luna Prenger - Michelle Velzeboer - Peter Zeno De Boer - Jesse Speijers |

### Ski alpin
Les épreuves de slalom et slalom géant se déroulent à Jahorina et celles de slalom parallèle à Bjelašnica.

#### Garçons
| Épreuves     | Or                        | Argent          | Bronze                      |
| ------------ | ------------------------- | --------------- | --------------------------- |
| Slalom Géant | Andreas Soensterud Amdahl | Nikita Kazazaev | Pablo Banfi Matteo Bendotti |
| Slalom       | Joshua Sturm              | Manuel Ploner   | Lukas Feurstein             |

#### Filles
| Épreuves     | Or              | Argent       | Bronze          |
| ------------ | --------------- | ------------ | --------------- |
| Slalom Géant | Magdalena Egger | Rebeka Oblak | Axelle Chevrier |
| Slalom       | Magdalena Egger | Marie Lamure | Marion Chevrier |

#### Mixte
| Épreuves    | Or                                                                  | Argent                                                                        | Bronze                                                                                      |
| ----------- | ------------------------------------------------------------------- | ----------------------------------------------------------------------------- | ------------------------------------------------------------------------------------------- |
| Par équipes | France- Marie Lamure - Pablo Banfi - Léo Ducros - Caitlin McFarlane | Autriche- Magdalena Egger - Joshua Sturm - Lukas Feurstein - Amanda Salzgeber | Norvège- Carla Mijares Ruf - Oscar Zimmer - Andreas Soensterud Amdahl - Anna Bryn Moerkeset |

### Ski de fond

#### Garçons
| Épreuves        | Or                    | Argent         | Bronze          |
| --------------- | --------------------- | -------------- | --------------- |
| 10 km classique | Florian Perez         | Julien Arnaud  | Gaspard Rousset |
| 7,5 km libre    | Martin Kirkeberg Mørk | Edvard Sandvik | Cla-Ursin Nufer |
| Sprint          | Andreas Bersgland     | Artem Maximov  | Sergey Volkov   |

#### Filles
| Épreuves         | Or             | Argent         | Bronze               |
| ---------------- | -------------- | -------------- | -------------------- |
| 7,5 km classique | Anja Weber     | Nadja Kälin    | Monika Skinder       |
| 5 km libre       | Anja Weber     | Alena Baranova | Helen Hoffmann       |
| Sprint           | Monika Skinder | Alena Baranova | Sigrid Leseth Foeyen |

#### Relais mixte
| Épreuves    | Or                                                                                        | Argent                                                                       | Bronze                                                             |
| ----------- | ----------------------------------------------------------------------------------------- | ---------------------------------------------------------------------------- | ------------------------------------------------------------------ |
| Par équipes | Norvège- Lars Agnar Hjelmeset - Margrethe Bergane - Martin Kirkeberg Mørk - Ebba Andresen | Russie- Egor Lonchakov - Alena Baranova - Sergey Volkov - Ekaterina Andresen | Suisse- Nicola Wigger - Nadja Kälin - Cla-Ursin Nufer - Anja Weber |

### Snowboard

#### Garçons
| Épreuves   | Or                        | Argent             | Bronze        |
| ---------- | ------------------------- | ------------------ | ------------- |
| Slopestyle | Nick Felix Nestor Puenter | Jules De Sloover   | Sebastian Vik |
| Big Air    | Nick Felix Nestor Puenter | Motiejus Morauskas | Gabriel Adams |

#### Filles
| Épreuves   | Or                   | Argent          | Bronze              |
| ---------- | -------------------- | --------------- | ------------------- |
| Slopestyle | Annika Sophie Morgan | Eveliina Taka   | Marie Kreisingerova |
| Big Air    | Bianca Gisler        | Lena Jo Mueller | Stine Espeli Olsen  |

## Tableau des médailles
| Rang  | Nation      | Or | Argent | Bronze | Total |
| ----- | ----------- | -- | ------ | ------ | ----- |
| 1     | Norvège     | 6  | 1      | 5      | 12    |
| 1     | Suisse      | 5  | 5      | 2      | 12    |
| 3     | France      | 4  | 3      | 4      | 11    |
| 3     | Autriche    | 3  | 1      | 2      | 6     |
| 5     | Hongrie     | 3  | 0      | 2      | 6     |
| 5     | Russie      | 2  | 7      | 3      | 12    |
| 7     | Slovaquie   | 2  | 2      | 0      | 4     |
| 8     | Pologne     | 2  | 1      | 2      | 5     |
| 9     | Allemagne   | 2  | 1      | 1      | 4     |
| 10    | Italie      | 1  | 3      | 1      | 5     |
| 11    | Tchéquie    | 1  | 0      | 1      | 2     |
| -     | Royaume-Uni | 1  | 0      | 1      | 2     |
| 13    | Slovénie    | 0  | 2      | 0      | 2     |
| 14    | Biélorussie | 0  | 1      | 2      | 3     |
| -     | Finlande    | 0  | 1      | 2      | 2     |
| 16    | Turquie     | 0  | 1      | 1      | 2     |
| 17    | Belgique    | 0  | 1      | 0      | 1     |
| -     | Estonie     | 0  | 1      | 0      | 1     |
| -     | Lituanie    | 0  | 1      | 0      | 1     |
| 20    | Pays-Bas    | 0  | 0      | 2      | 2     |
| -     | Ukraine     | 0  | 0      | 2      | 2     |
| Total | Total       | 32 | 32     | 33     | 97    |